# NGC 3706
NGC 3706 is een elliptisch sterrenstelsel in het sterrenbeeld Centaur. Het hemelobject werd op 1 mei 1834 ontdekt door de Britse astronoom John Herschel.

## Synoniemen
- ESO 378-6
- MCG -6-25-22
- PGC 35417